# Bob Woodward
Pour les articles homonymes, voir Woodward.
Robert Upshur Woodward, dit Bob Woodward, né le 26 mars 1943 à Geneva dans l'Illinois, est un journaliste américain. Il étudie à l'université Yale. Engagé comme reporter en 1971 au Washington Post, il devient célèbre pour avoir enquêté en 1972, avec son collègue Carl Bernstein, sur le scandale du Watergate. Leurs articles entraînent l'ouverture d'une enquête sénatoriale, durant laquelle le président Richard Nixon refuse de fournir les bandes audio de la Maison-Blanche, prétextant que celles-ci n'existent plus. Son mensonge est découvert quelque temps après, obligeant dès lors le président Nixon à démissionner de son poste en 1974. Le Washington Post reçoit en 1973 le prix Pulitzer du service public pour les articles de Woodward et Bernstein sur l'affaire. Dans le film Les Hommes du président (1976) d'Alan J. Pakula, adaptation de leur livre d'investigation du même nom publié en 1974, le rôle de Woodward est interprété par Robert Redford et celui de Bernstein par Dustin Hoffman. Dans le film Dick (1999), il est incarné par Will Ferrell.

## Prises de position et critiques
Bob Woodward intervient régulièrement lors de conférences données devant des assemblées de cadres d’entreprises telles que Citibank ou l'American Frozen Food Institute, et perçoit des cachets de 50 000 à 100 000 dollars par conférence. Il milite pour que l’État cesse de réglementer certains secteurs de l'économie afin que « les forces du marché puissent accomplir leur œuvre inestimable » et suggère de réduire la couverture publique des dépenses médicales des personnes âgées pour répondre au défi des « réalités du XXIe siècle ».
Il popularise au sein de la rédaction du Washington Post l'expression « Democracy dies in darkness » (« la démocratie meurt dans l'obscurité »), qui est adoptée comme slogan du journal en 2017. 
Au sujet de Jeff Bezos, propriétaire du Washington Post, il écrit dans son essai Peur : « Tous ceux qui sont employés par ou en rapport avec le Washington Post ont des raisons d’être reconnaissants du fait que Jeff Bezos, le fondateur et président-directeur général d'Amazon, soit aussi le propriétaire du Washington Post. Il a consacré du temps et beaucoup d’argent à ce que ce journal dispose de ressources éditoriales lui permettant de mener des enquêtes approfondies. »
Concernant la politique étrangère des États-Unis, il juge Barack Obama « pas assez ferme » mais salue Donald Trump qui aurait compris qu'on « ne peut pas opérer normalement dans le monde des Khamenei, des Poutine, des Assad ». Il considère le monarque saoudien Mohammed ben Salmane « charismatique », lui reconnaissant « une vision, une énergie » et « plein de charme, il parle de réformes audacieuses et modernisatrices ».
Il est auteur de plusieurs livres jugés hagiographiques, notamment sur le président George W. Bush ou sur l’ancien président de la Réserve fédérale Alan Greenspan, mais également d'un livre critique sur le président Donald Trump dont il rejette certaines tendances protectionnistes.
Dans un article paru en 2019, le journaliste Serge Halimi se montre critique de ses méthodes de travail : « Depuis une trentaine d’années, les recettes de Woodward ne varient plus : choisir un personnage central impopulaire ou très consensuel (une promesse de succès de librairie) ; récompenser les délateurs (ou les informateurs) en leur donnant le beau rôle ; accabler en retour tous ceux qui refusent de coopérer. Chacun parle à Woodward comme à un procureur, d’autant plus généreusement qu’il ne sait pas ce que d’autres témoins lui ont confié. »

## Publications
Sélection d'ouvrages écrits par Bob Woodward :
- Bob Woodward et Carl Bernstein (trad. de l'anglais), Watergate : Les Hommes du Président [« All the President's Men »], Paris, éd. Robert Laffont, 1974, 510 p. (ISBN 978-2-07-032020-2)
- Bob Woodward et Carl Bernstein (trad. de l'anglais), Les Derniers Jours de Nixon [« The Final Days »], Paris, éd. Robert Laffont, 1976
- Bob Woodward (trad. de l'anglais par Jérôme Verdier), CIA : Guerres secrètes 1981-1987 [« Veil: The Secret Wars of the CIA »], Paris, éd. Stock, 1987, 606 p. (ISBN 978-2-234-02086-3)
- Bob Woodward (trad. de l'anglais), Gorge profonde, La véritable histoire de l'homme du Watergate, Paris, éd. Denoël, 2005, 255 p. (ISBN 978-2-207-25781-4)
- Bob Woodward (trad. de l'anglais), Gorge profonde, La véritable histoire de l'homme du Watergate, Paris, Folio Documents, 2007, 262 p. (ISBN 978-2-07-034181-8)
- Bob Woodward (trad. de l'anglais), Mensonges d'État : Comment Bush a perdu la guerre, Paris, éd. Denoël, 2007
- Bob Woodward (trad. de l'anglais), Les Guerres d'Obama, Paris, éd. Denoël, 2011
- Peur (Fear, Trump in the White House) New York, éd. Simon & Schuster, 2018  (ISBN 978-1-4711-8130-6)
- Rage, New York, éd. Simon & Schuster, 2020